# گرمدره (سامان)
گرمدره، روستایی از توابع شهرستان سامان در استان چهارمحال و بختیاری است. مردم این روستا از نژاد ایل قشقایی هستند.

## جمعیت
این روستا در دهستان زرین قرار دارد و براساس سرشماری مرکز آمار ایران در سال ۱۳۹۰، جمعیت آن ۱٬۲۰۴ نفر (۳۸۶ خانوار) بوده‌است.